# Stefán Jóhann Stefánsson
Stefán Jóhann Stefánsson (20 de julho de 1894 – 20 de outubro de 1980) foi um político islandês. Ocupou o cargo de Primeiro-ministro da Islândia de 4 de fevereiro de 1947 até 6 de dezembro de 1949.

## Vida
Foi o primeiro Ministro dos Negócios Estrangeiros da Islândia de 18 de novembro de 1941 a 17 de janeiro de 1942. Foi Primeiro Ministro da Islândia de 4 de fevereiro de 1947 a 6 de dezembro de 1949. Foi eleito pela primeira vez para o Althing em 1934, mas não foi reeleito em 1937. De 1942 a 1953, ele recuperou seu assento no Althing. Ele foi presidente do extinto Partido Social-democrata (Alþýðuflokkurinn) de 1938 a 1952. Foi embaixador da Islândia na Dinamarca de 1957 a 1965.
Foi Ministro dos Assuntos Sociais de 1939 a 1941 e Ministro dos Negócios Estrangeiros e dos Assuntos Sociais de 1941 a 1942. Foi Primeiro-Ministro quando Island se juntou à OTAN em 1949.

Ele nasceu em Dagverðareyri, na Ilha. Stefansson se formou em Direito em 1922. Foi Ministro dos Assuntos Sociais em 1939 e Secretário de Estado em 1940-1942